# 와카미야 키요시
와카미야 키요시(若宮清, 1949년 6월 25일 ~ )는 일본의 저널리스트이다. 와세다대학 시스템공학연구소연구원이다.

## 경력
- 효고현 출신.
- 소년공과학교 졸업.
- 와세다대학 문학부 입학.
- 동해대학입학 (타이완) 졸업.
- 이집트 국립 카이로대학 유학.
- 와세다대학 大隈(오오쿠마)기념 대학원 공공 경영연구과졸업.
- 은행 회장 비서등을 거쳐 프리저널리스트가 됨.

## 인물
중국, 타이완, 필리핀, 한국등 아시아 여러나라에 넓은 인맥을 지님. 저서도 아시아 관련이 많다. 제41회 중의원 의원 총선거에서 주민당 공인으로 효고9구(兵庫9区)에서 출마해 낙선함.
베니그노 아키노를 인터뷰한것과 平沢勝栄(히라사와 카츠에이)위원들이 납치 피해자 가족의 귀국문제로 북한의 대사와의 북경회담을 세팅한 것으로 알려짐.
아키노를 인터뷰할 때 그 순수함에 반함. 1983년 타도 마르코스를 선언한 아키노는 후에 필리핀 대통령선거에 입후보하기 위하여 중화항공기로 마닐라 공항으로 향했고, 와카미야는 이 비행기에 동승하고 있었다. 비행기가 공항에 도착하자마자 군의 병사 3명이 뛰어 들어와 아키노를 구속하려했지만 와카미야는 다른 기자와 함께 아키노를 지키려했다.

## 저서
- 「진상―북한 납치피해자의 아이들은 어떻게 일본에 귀환했는가」（飛鳥新社）

- 「중국인의 낯짝」2006년 （祥伝社）

- 「중국인의 99.99％는 일본을 싫어한다」（북맨社）

- 「코라손아키노 투쟁부터 사랑에」

- 「국제 부랑인 재미 찾기 여행」